# 佐野輝男
佐野 輝男（さの てるお、1955年6月 - ） は、日本の植物病理学者。ウイロイド学専攻。弘前大学名誉教授。日本学士院賞受賞。

## 人物・経歴
新潟県見附市石地町出身。1979年北海道大学農学部農業生物学科卒業。北海道大学では四方英四郎より指導を受ける。また、在学中は北海道大学チルコロ・マンドリニスティコ「アウロラ」でマンドリンを担当していた。1981年北海道大学大学院農学研究科修士課程修了、北海道大学農学部助手。1988年農学博士。1990年アメリカ合衆国農務省ベルツビル農業研究所在外研究員。1992年弘前大学農学部助教授。1993年岩手大学大学院連合農学研究科副指導教員併任。1997年弘前大学農学生命科学部助教授。1999年日本菌学会幹事。2003年岩手大学大学院連合農学研究科主指導教員。2005年弘前大学農学生命科学部教授。2021年弘前大学名誉教授。ウイロイド学の黎明期から研究を行い発展に寄与したとして同年日本学士院賞受賞。